# I liga argentyńska w piłce nożnej (1942)
Mistrzem Argentyny w roku 1942 został klub River Plate, a wicemistrzem Argentyny klub San Lorenzo de Almagro.
Do drugiej ligi spadł ostatni w tabeli klub CA Tigre. Na jego miejsce awansował z drugiej ligi klub Rosario Central.

## Primera División

### Kolejka 1
| Data            | Mecz |
| --------------- | --- |
| 3 kwietnia 1942 | Atlanta Buenos Aires – River Plate 2:4 Norbero Pairoux (2) - Aristóbulo Deambrosi, Roberto D’Alessandro (2), José Ramos mecz rozegrany został na stadionie klubu San Lorenzo de Almagro |
| 5 kwietnia 1942 | CA Banfield – Ferro Carril Oeste 2:0 Eduardo Silvera, Salvador Laporta |
| 5 kwietnia 1942 | Boca Juniors – San Lorenzo de Almagro 2:4 Marcial Barrios, Ángel Laferrara - Carlos Lara, Isidro Lángara (2, 1k), Rinaldo Martino                                                       |
| 5 kwietnia 1942 | Estudiantes La Plata – Racing Club de Avellaneda 2:4 Carlos Cirico, Manuel Pelegrina - Enrique García (2), Félix Díaz, Federico Monestés                                                |
| 5 kwietnia 1942 | CA Huracán – Newell’s Old Boys 4:1 Herminio Masantonio (2), Norberto Méndez, Plácido Rodríguez - Ángel Perucca k                                                                        |
| 5 kwietnia 1942 | Independiente – Gimnasia y Esgrima La Plata 0:0 |
| 5 kwietnia 1942 | CA Platense – Chacarita Juniors 1:1 Luis M. Rongo - Carlos Aldabe s |
| 5 kwietnia 1942 | CA Tigre – Club Atlético Lanús 1:2 Raimundo Sandoval - Alberto Lorenzo, Héctor Palacios                                                                                                 |

### Kolejka 2
| Data             | Mecz |
| ---------------- | --- |
| 18 kwietnia 1942 | CA Banfield – CA Tigre 6:4 Héctor Gualdone (2, 1k), Jorge Alcalde (2), Eduardo Silvera, Salvador Laporta - Miguel Quinteros, Raimundo Sandoval, Aníbal Troncoso, Domingo Lazarte |
| 18 kwietnia 1942 | Chacarita Juniors – Estudiantes La Plata 2:2 Fabio Cassán (2) - Juan J. Negri, Carlos Cirico                                                                                     |
| 18 kwietnia 1942 | Ferro Carril Oeste – CA Platense 0:1 Luis M. Rongo |
| 18 kwietnia 1942 | Gimnasia y Esgrima La Plata – Atlanta Buenos Aires 4:3 Oscar Larretchart, Carmelo Yorlano (3) - Norberto Pairoux (2, 1k), Elbio Paradella s                                      |
| 18 kwietnia 1942 | Newell’s Old Boys – Independiente 3:0 Juan S. Ferreyra, Ángel Perucca, Mario Morosano                                                                                            |
| 18 kwietnia 1942 | Racing Club de Avellaneda – Boca Juniors 1:0 Félix Díaz |
| 18 kwietnia 1942 | River Plate – Club Atlético Lanús 5:0 Aristóbulo Deambrosi, Ángel Labruna, Adolfo Pedernera (3, 1k)                                                                              |
| 18 kwietnia 1942 | San Lorenzo de Almagro – CA Huracán 2:1 Alfredo Borgnia, Rinaldo Martino - Alberto Crotti                                                                                        |

### Kolejka 3
| Data             | Mecz |
| ---------------- | --- |
| 25 kwietnia 1942 | Estudiantes La Plata – Ferro Carril Oeste 4:1 Carlos Cirico (2), Manuel Pelegrina, Juan J. Negri - Delfín Benítez Cáceres |
| 25 kwietnia 1942 | Independiente – San Lorenzo de Almagro 2:4 Reinaldo Mourín, Vicente de la Mata - Rinaldo Martino (3), Carlos Lara         |
| 25 kwietnia 1942 | Club Atlético Lanús – Gimnasia y Esgrima La Plata 1:0 Luis Arrieta                                                        |
| 25 kwietnia 1942 | CA Tigre – River Plate 1:3 Aníbal Troncoso - Juan C. Muñoz, Aristóbulo Deambrosi, Adolfo Pedernera                        |
| 26 kwietnia 1942 | Atlanta Buenos Aires – Newell’s Old Boys 0:1 Humberto Fiore                                                               |
| 26 kwietnia 1942 | Boca Juniors – Chacarita Juniors 1:1 Ángel Laferrara - Fabio Cassán                                                       |
| 26 kwietnia 1942 | CA Huracán – Racing Club de Avellaneda 3:1 Alberto Crotti, Jorge Alberti, Emilio Baldonedo - José Díaz                    |
| 26 kwietnia 1942 | CA Platense – CA Banfield 2:0 Héctor Cuenya s, Roberto Torielli                                                           |

### Kolejka 4
| Data        | Mecz |
| ----------- | --- |
| 3 maja 1942 | CA Banfield – Estudiantes La Plata 1:2 Héctor Gualdone k - Fortunato Desagastizábal, José A. Sbaffi        |
| 3 maja 1942 | Chacarita Juniors – CA Huracán 2:2 Roberto Rodríguez, Juan C. Lorenzo - Norberto Méndez, Rubén Perdomo     |
| 3 maja 1942 | Ferro Carril Oeste – Boca Juniors 3:1 Raúl Natino, Delfín Benítez Cáceres, Alberto Lijé - Julio Rosell     |
| 3 maja 1942 | Gimnasia y Esgrima La Plata – River Plate 2:2 Roberto Scarone, Daniel Sabio - Ángel Labruna, Juan C. Muñoz |
| 3 maja 1942 | Newell’s Old Boys – Club Atlético Lanús 3:1 Juan Gayol (3) - Luis Arrieta                                  |
| 3 maja 1942 | CA Platense – CA Tigre 2:0 Luis M. Rongo (2)                                                               |
| 3 maja 1942 | Racing Club de Avellaneda – Independiente 1:2 Juan Marvezzi - Vicente de la Mata, Reinaldo Mourín          |
| 3 maja 1942 | San Lorenzo de Almagro – Atlanta Buenos Aires 3:0 Rinaldo Martino (2), Alfredo Borgnia                     |

### Kolejka 5
| Data         | Mecz |
| ------------ | --- |
| 10 maja 1942 | Atlanta Buenos Aires – Racing Club de Avellaneda 3:1 Ismael Zabaleta, Roberto Martino (2) - José García                                                                                  |
| 10 maja 1942 | Boca Juniors – CA Banfield 4:1 Raúl Valsecchi, Ángel Laferrara, Marcial Barrios (2) - Florencio Caffaratti                                                                               |
| 10 maja 1942 | Estudiantes La Plata – CA Platense 7:3 Manuel Pelegrina, Julio Gagliardo, Juan J. Negri, Fortunato Desagastizábal (3), Juan C. Ribeiro Mora - José Fabrini, Luis M. Rongo, Alberto Belén |
| 10 maja 1942 | CA Huracán – Ferro Carril Oeste 0:2 Alberto Lijé, Raúl Natino |
| 10 maja 1942 | Independiente – Chacarita Juniors 1:0 Celestino Martínez mecz rozegrany został na stadionie klubu Racing                                                                                 |
| 10 maja 1942 | Club Atlético Lanús – San Lorenzo de Almagro 1:1 Luis Arrieta - Alfredo Borgnia |
| 10 maja 1942 | River Plate – Newell’s Old Boys 4:1 Adolfo Pedernera (3, 1k), José M. Moreno - René Pontoni                                                                                              |
| 10 maja 1942 | CA Tigre – Gimnasia y Esgrima La Plata 2:1 Mario Tosoni, Raimundo Sandoval - Roberto Scarone                                                                                             |

### Kolejka 6
| Data         | Mecz |
| ------------ | --- |
| 17 maja 1942 | CA Banfield – CA Huracán 1:2 Tasín - Norberto Méndez, Herminio Masantonio                                                   |
| 17 maja 1942 | Chacarita Juniors – Atlanta Buenos Aires 2:2 Fabio Cassán, Roberto Rodríguez - Ismael Zabaleta, Francisco Rodríguez         |
| 17 maja 1942 | Estudiantes La Plata – CA Tigre 2:1 Manuel Pelegrina, Julio Gagliardo - Miguel Quinteros                                    |
| 17 maja 1942 | Ferro Carril Oeste – Independiente 3:1 José Pérez, Alberto Lijé, Delfín Benítez Cáceres - Reinaldo Mourín                   |
| 17 maja 1942 | Newell’s Old Boys – Gimnasia y Esgrima La Plata 7:1 Mario Morosano, Humberto Fiore (4), René Pontoni (2) - Oscar Montañez k |
| 17 maja 1942 | CA Platense – Boca Juniors 1:2 Roberto Torielli - Pío Corcuera, Marcial Barrios                                             |
| 17 maja 1942 | Racing Club de Avellaneda – Club Atlético Lanús 0:1 Raúl Roacio                                                             |
| 17 maja 1942 | San Lorenzo de Almagro – River Plate 1:2 Alfredo Borgnia - Ángel Labruna, José M. Moreno                                    |

### Kolejka 7
| Data         | Mecz |
| ------------ | --- |
| 24 maja 1942 | Atlanta Buenos Aires – Ferro Carril Oeste 1:2 Norberto Pairoux k - Raúl Natino (2)                                                      |
| 24 maja 1942 | Boca Juniors – Estudiantes La Plata 2:2 Ángel Laferrara, Alfredo Zárraga - Julio Gagliardo, Manuel Pelegrina                            |
| 24 maja 1942 | Gimnasia y Esgrima La Plata – San Lorenzo de Almagro 2:3 Daniel Sabio, Carmelo Yorlano - Rinaldo Martino, José Arnaldo, Alfredo Borgnia |
| 24 maja 1942 | CA Huracán – CA Platense 2:2 Jorge Alberti, Herminio Masantonio - Ricardo Alarcón, José Fabrini                                         |
| 24 maja 1942 | Independiente – CA Banfield 4:4 Antonio Sastre (3, 1k), Vicente de la Mata - Armando Farro, Salvador Laporta (2), Rafael Sanz           |
| 24 maja 1942 | Club Atlético Lanús – Chacarita Juniors 4:1 Luis Arrieta, Emilio Reuben, Antonio Núñez, Alberto Lorenzo - Juan C. Lorenzo               |
| 24 maja 1942 | River Plate – Racing Club de Avellaneda 2:0 Adolfo Pedernera (2)                                                                        |
| 24 maja 1942 | CA Tigre – Newell’s Old Boys 3:7 Domingo Lazarte (2), Mario Tosoni - Juan Gayol (3), Mariano Sánchez, Humberto Fiore, René Pontoni (2)  |

### Kolejka 8
| Data           | Mecz |
| -------------- | --- |
| 7 czerwca 1942 | CA Banfield – Atlanta Buenos Aires 2:2 Rafael Sanz, Armando Farro - Norberto Pairoux, Francisco Rodríguez                                                  |
| 7 czerwca 1942 | Boca Juniors – CA Tigre 11:1 Pío Corcuera, Ángel Laferrara (2), Alfredo Zárraga, Marcial Barrios (3), Julio Rosell (3), Roque Valsecchi - Mario Casagrande |
| 7 czerwca 1942 | Chacarita Juniors – River Plate 2:6 Carlos Viyella, Juan Riephoff - Ángel Labruna (2), Adolfo Pedernera (2, 1k), Ítalo Emanuelli s, José M. Moreno         |
| 7 czerwca 1942 | Estudiantes La Plata – CA Huracán 2:2 Julio Gagliardo, Manuel Pelegrina - Rubén Perdomo, Emilio Baldonedo                                                  |
| 7 czerwca 1942 | Ferro Carril Oeste – Club Atlético Lanús 2:4 Alberto Lijé (2) - Luis Arrieta (3), Emilio Reuben                                                            |
| 7 czerwca 1942 | CA Platense – Independiente 4:2 Ricardo Alarcón, Luis M. Rongo (2, 1k), Roberto Torielli - Reinaldo Mourín, Vicente de la Mata                             |
| 7 czerwca 1942 | Racing Club de Avellaneda – Gimnasia y Esgrima La Plata 3:3 Félix Díaz, José Díaz, José García - Alberto Cerioni (2), Carmelo Yorlano                      |
| 7 czerwca 1942 | San Lorenzo de Almagro – Newell’s Old Boys 3:1 Rinaldo Martino (2), Isidro Lángara - Juan Gayol                                                            |

### Kolejka 9
| Data            | Mecz |
| --------------- | --- |
| 14 czerwca 1942 | Atlanta Buenos Aires – CA Platense 5:0 Francisco Rodríguez (2), Norberto Pairoux, Alberto Hued, Vallejos           |
| 14 czerwca 1942 | Gimnasia y Esgrima La Plata – Chacarita Juniors 1:0 Carmelo Yorlano                                                |
| 14 czerwca 1942 | CA Huracán – Boca Juniors 1:1 Manuel Giúdice - Pio Corcuera                                                        |
| 14 czerwca 1942 | Independiente – Estudiantes La Plata 2:1 Miguel A. Pezzolano, Reinaldo Mourín - Manuel Pelegrina                   |
| 14 czerwca 1942 | Club Atlético Lanús – CA Banfield 1:1 Luis Arrieta - Armando Farro                                                 |
| 14 czerwca 1942 | Newell’s Old Boys – Racing Club de Avellaneda 5:2 Mario Morosano (2), René Pontoni (3) - César Gumilla, Félix Díaz |
| 14 czerwca 1942 | River Plate – Ferro Carril Oeste 1:2 Juan C. Muñoz - Raúl Natino, Delfín Benítez Cáceres                           |
| 14 czerwca 1942 | CA Tigre – San Lorenzo de Almagro 2:0 Mario Tosoni, Domingo Lazarte                                                |

### Kolejka 10
| Data            | Mecz |
| --------------- | --- |
| 21 czerwca 1942 | CA Banfield – River Plate 0:4 Ángel Labruna (2), Roberto D’Alessandro, Adolfo Pedernera                                  |
| 21 czerwca 1942 | Boca Juniors – Independiente 3:1 Julio Rosell, Marcial Barrios, Ángel Laferrara - Américo Di Leo                         |
| 21 czerwca 1942 | Chacarita Juniors – Newell’s Old Boys 1:0 Juan Riephoff                                                                  |
| 21 czerwca 1942 | Estudiantes La Plata – Atlanta Buenos Aires 1:0 Fortunato Desagastizábal                                                 |
| 21 czerwca 1942 | Ferro Carril Oeste – Gimnasia y Esgrima La Plata 3:3 Raúl Natino (2), Joaquín Corvetto - Daniel Sabio (2), Roberto Gayol |
| 21 czerwca 1942 | CA Huracán – CA Tigre 0:0                                                                                                |
| 21 czerwca 1942 | CA Platense – Club Atlético Lanús 2:0 Roberto Torielli, Luis M. Rongo                                                    |
| 21 czerwca 1942 | Racing Club de Avellaneda – San Lorenzo de Almagro 2:3 Enrique García, Félix Díaz - Alfredo Borgnia, Rinaldo Martino (2) |

### Kolejka 11
| Data            | Mecz |
| --------------- | --- |
| 28 czerwca 1942 | Atlanta Buenos Aires – Boca Juniors 1:2 Francisco Rodríguez - Ernesto Lazzatti, Julio Rosell                         |
| 28 czerwca 1942 | Gimnasia y Esgrima La Plata – CA Banfield 0:1 Eduardo Silvera                                                        |
| 28 czerwca 1942 | Independiente – CA Huracán 2:4 Vicente de la Mata (2) - Herminio Masantonio (2), Plácido Rodríguez, Emilio Baldonedo |
| 28 czerwca 1942 | Club Atlético Lanús – Estudiantes La Plata 1:3 Emilio Reuben - Fortunato Desagastizábal (2), Manuel Pelegrina        |
| 28 czerwca 1942 | Newell’s Old Boys – Ferro Carril Oeste 3:0 José Canteli, René Pontoni, Juan Gayol                                    |
| 28 czerwca 1942 | River Plate – CA Platense 1:0 José M. Moreno                                                                         |
| 28 czerwca 1942 | San Lorenzo de Almagro – Chacarita Juniors 4:0 Alfredo Borgnia (2), Isidro Lángara (2)                               |
| 28 czerwca 1942 | CA Tigre – Racing Club de Avellaneda 2:2 Raimundo Sandoval, Mario Tosoni - César Gumilla, Daniel Montes              |

### Kolejka 12
| Data         | Mecz |
| ------------ | --- |
| 5 lipca 1942 | CA Banfield – Newell’s Old Boys 1:3 Mario Scavone - José Canteli, René Pontoni (2) mecz rozegrany został na stadionie klubu Lanús |
| 5 lipca 1942 | Boca Juniors – Club Atlético Lanús 4:1 Marcial Barrios (2), Julio Rosell, Pio Corcuera - Antonio Núñez                            |
| 5 lipca 1942 | Chacarita Juniors – Racing Club de Avellaneda 4:1 Fabio Cassán (2), Carlos Viyella, Mario Sierro - Francisco Fandiño              |
| 5 lipca 1942 | Estudiantes La Plata – River Plate 0:4 José M. Moreno, Ángel Labruna, Adolfo Pedernera (2)                                        |
| 5 lipca 1942 | Ferro Carril Oeste – San Lorenzo de Almagro 1:3 Francisco Páez - Miguel A. Garavano s, Francisco de la Mata, Rinaldo Martino      |
| 5 lipca 1942 | CA Huracán – Atlanta Buenos Aires 3:2 Herminio Masantonio, Emilio Baldonedo (2) - Francisco Rodríguez, Roberto Martino            |
| 5 lipca 1942 | Independiente – CA Tigre 3:1 Antonio Sastre, Vicente de la Mata, Celestino Martínez k - Aníbal Troncoso                           |
| 5 lipca 1942 | CA Platense – Gimnasia y Esgrima La Plata 1:1 Luis M. Rongo - Alberto Cerioni                                                     |

### Kolejka 13
| Data          | Mecz |
| ------------- | --- |
| 19 lipca 1942 | Atlanta Buenos Aires – Independiente 4:2 José Martínez, Ismael Zabaleta (2), Norberto Pairoux - Andrés Coll, Juan Antorena k |
| 19 lipca 1942 | Gimnasia y Esgrima La Plata – Estudiantes La Plata 1:1 Roberto Scarone - Juan J. Negri                                       |
| 19 lipca 1942 | Club Atlético Lanús – CA Huracán 0:2 Plácido Rodríguez, Norberto Méndez                                                      |
| 19 lipca 1942 | Newell’s Old Boys – CA Platense 4:3 René Pontoni (2), Mariano Sánchez, José Canteli - José Fabrini, Luis M. Rongo (2, 1k)    |
| 19 lipca 1942 | Racing Club de Avellaneda – Ferro Carril Oeste 4:2 José Díaz (2, 1k), Juan Marvezzi, Juan A. Devizia - Alberto Lijé (2)      |
| 19 lipca 1942 | River Plate – Boca Juniors 4:0 Aristóbulo Deambrosi, Ángel Labruna (2), José M. Moreno                                       |
| 19 lipca 1942 | San Lorenzo de Almagro – CA Banfield 1:3 Rinaldo Martino k - Jorge Alcalde, Enrique Silvera, Armando Farro                   |
| 19 lipca 1942 | CA Tigre – Chacarita Juniors 1:1 Ismael Rivero - Mario Sierro                                                                |

### Kolejka 14
| Data          | Mecz |
| ------------- | --- |
| 26 lipca 1942 | Atlanta Buenos Aires – CA Tigre 2:3 Roberto Martino, General Viana - Domingo Lazarte, Mario Casagrande, Aníbal Troncoso                    |
| 26 lipca 1942 | CA Banfield – Racing Club de Avellaneda 3:1 Armando Farro, Rafael Sanz (2) - Enrique García mecz rozegrany został na stadionie klubu Lanús |
| 26 lipca 1942 | Boca Juniors – Gimnasia y Esgrima La Plata 3:0 Jaime Sarlanga (2), Ángel Laferrara                                                         |
| 26 lipca 1942 | Estudiantes La Plata – Newell’s Old Boys 4:2 Carlos Cirico (3), Julio Gómez - José Canteli, René Pontoni                                   |
| 26 lipca 1942 | Ferro Carril Oeste – Chacarita Juniors 2:0 Mateo Pont, Rodolfo Danza                                                                       |
| 26 lipca 1942 | CA Huracán – River Plate 1:1 Rubén Perdomo - Juan C. Muñoz                                                                                 |
| 26 lipca 1942 | Independiente – Club Atlético Lanús 1:1 Antonio Sastre - José N. Pluis                                                                     |
| 26 lipca 1942 | CA Platense – San Lorenzo de Almagro 1:1 José Fabrini - Carlos Lara                                                                        |

### Kolejka 15
| Data            | Mecz |
| --------------- | --- |
| 9 sierpnia 1942 | Chacarita Juniors – CA Banfield 2:2 Carlos Viyella, Roberto Rodríguez - Jorge Alcalde, Armando Farro                         |
| 9 sierpnia 1942 | Gimnasia y Esgrima La Plata – CA Huracán 1:1 Alberto Cerioni - Emilio Baldonedo                                              |
| 9 sierpnia 1942 | Club Atlético Lanús – Atlanta Buenos Aires 3:2 Raúl Roacio, José N. Pluis, Emilio Dardenes - Norberto Pairoux, General Viana |
| 9 sierpnia 1942 | Newell’s Old Boys – Boca Juniors 1:1 Juan Gayol - Jaime Sarlanga                                                             |
| 9 sierpnia 1942 | Racing Club de Avellaneda – CA Platense 2:0 José Díaz k, Félix Díaz                                                          |
| 9 sierpnia 1942 | River Plate – Independiente 2:0 Adolfo Pedernera, Fernando Sánchez                                                           |
| 9 sierpnia 1942 | San Lorenzo de Almagro – Estudiantes La Plata 2:3 Rinaldo Martino (2, 1k) - Juan J. Negri, Manuel Pelegrina, Julio Gagliardo |
| 9 sierpnia 1942 | CA Tigre – Ferro Carril Oeste 1:1 Ismael Rivero - Delfín Benítez Cáceres                                                     |

### Kolejka 16
| Data             | Mecz |
| ---------------- | --- |
| 16 sierpnia 1942 | Chacarita Juniors – CA Platense 4:2 Juan P. Riephof (2), Fabio Cassán, Juan C. Lorenzo - Roberto Torielli, Luis M. Rongo                 |
| 16 sierpnia 1942 | Ferro Carril Oeste – CA Banfield 4:3 Alberto Lijé, Joaquín Corvetto (2), Delfín Benítez Cáceres - Héctor Gualdone (2, 1k), Armando Farro |
| 16 sierpnia 1942 | Gimnasia y Esgrima La Plata – Independiente 0:2 Juan Antorena, Omar Crucci                                                               |
| 16 sierpnia 1942 | Club Atlético Lanús – CA Tigre 2:2 Raúl Roacio, León Strembel - Domingo Lazarte, Juan C. Cámer                                           |
| 16 sierpnia 1942 | Newell’s Old Boys – CA Huracán 5:2 José Canteli (4), René Pontoni - Ramón Guerra, Plácido Rodríguez                                      |
| 16 sierpnia 1942 | Racing Club de Avellaneda – Estudiantes La Plata 1:1 Enrique García - Manuel Pelegrina                                                   |
| 16 sierpnia 1942 | River Plate – Atlanta Buenos Aires 3:1 Adolfo Pedernera, José M. Moreno, Aristóbulo Deambrosi - Vicente Zito                             |
| 16 sierpnia 1942 | San Lorenzo de Almagro – Boca Juniors 2:0 Isidro Lángara, Alfredo Borgnia                                                                |

### Kolejka 17
| Data             | Mecz |
| ---------------- | --- |
| 23 sierpnia 1942 | Atlanta Buenos Aires – Gimnasia y Esgrima La Plata 7:2 Francisco Rodríguez (5), Norberto Pairoux, José Martínez - Roberto Scarone, Alberto Cerioni |
| 23 sierpnia 1942 | Boca Juniors – Racing Club de Avellaneda 6:0 Julio Rosell, Mario Boyé, José Díaz s, Roque Valsecchi, Pio Corcuera (2)                              |
| 23 sierpnia 1942 | Estudiantes La Plata – Chacarita Juniors 1:1 José A. Sbaffi - Carlos Viyella                                                                       |
| 23 sierpnia 1942 | CA Huracán – San Lorenzo de Almagro 1:3 Delfín Unzué - Carlos Lara, Isidro Lángara, Ángel Zubieta                                                  |
| 23 sierpnia 1942 | Independiente – Newell’s Old Boys 2:1 Omar Crucci, Oscar Sastre - José Canteli                                                                     |
| 23 sierpnia 1942 | Club Atlético Lanús – River Plate 1:3 Emilio Dardenes - Adolfo Pedernera, Aristóbulo Deambrosi, Juan C. Muñoz                                      |
| 23 sierpnia 1942 | CA Platense – Ferro Carril Oeste 1:2 Luis M. Rongo - Delfín Benítez Cáceres, Raúl Natino                                                           |
| 23 sierpnia 1942 | CA Tigre – CA Banfield 1:5 Aníbal Troncoso k - Armando Farro (2), Enrique Silvera, Jorge Alcalde, Salvador Álvarez                                 |

### Kolejka 18
| Data             | Mecz |
| ---------------- | --- |
| 30 sierpnia 1942 | CA Banfield – CA Platense 2:2 Jorge Alcalde, Héctor Gualdone - Alberto Belén, Luis M. Rongo                        |
| 30 sierpnia 1942 | Chacarita Juniors – Boca Juniors 2:1 Carlos Viyella, Juan C. Lorenzo - Jaime Sarlanga                              |
| 30 sierpnia 1942 | Ferro Carril Oeste – Estudiantes La Plata 0:0                                                                      |
| 30 sierpnia 1942 | Gimnasia y Esgrima La Plata – Club Atlético Lanús 3:1 Alberto Cerioni, Daniel Sabio, Roberto Gayol - León Strembel |
| 30 sierpnia 1942 | Newell’s Old Boys – Atlanta Buenos Aires 1:0 José Canteli                                                          |
| 30 sierpnia 1942 | Racing Club de Avellaneda – CA Huracán 3:1 Félix Díaz, Daniel Montes, Isidoro Orleans - Plácido Rodríguez          |
| 30 sierpnia 1942 | River Plate – CA Tigre 2:1 Adolfo Pedernera, Roberto D’Alessandro - Ismael Rivero                                  |
| 30 sierpnia 1942 | San Lorenzo de Almagro – Independiente 2:2 José Vanzini, Rinaldo Martino - Omar Crucci, Juan Antorena              |

### Kolejka 19
| Data            | Mecz |
| --------------- | --- |
| 6 września 1942 | Atlanta Buenos Aires – San Lorenzo de Almagro 4:4 Roberto Martino, Francisco Rodríguez, Norberto Pairoux (2) - Isidro Lángara (2), Rinaldo Martino (2, 2k) |
| 6 września 1942 | Boca Juniors – Ferro Carril Oeste 1:0 Pio Corcuera |
| 6 września 1942 | Estudiantes La Plata – CA Banfield 4:2 Manuel Pelegrina (2), Carlos Cirico, José Sbaffi - Eduardo Silvera, Armando Farro                                   |
| 6 września 1942 | CA Huracán – Chacarita Juniors 3:1 Emilio Baldonedo, Delfín Unzué (2) - Fabio Cassán                                                                       |
| 6 września 1942 | Independiente – Racing Club de Avellaneda 0:0 |
| 6 września 1942 | Club Atlético Lanús – Newell’s Old Boys 0:0 |
| 6 września 1942 | River Plate – Gimnasia y Esgrima La Plata 4:4 Roberto D’Alessandro, José M. Moreno, José Ramos, Ángel Labruna k - Alberto Cerioni (2), Roberto Gayol (2)   |
| 6 września 1942 | CA Tigre – CA Platense 3:0 Ismael Rivero, Aníbal Troncoso, Raimundo Sandoval                                                                               |

### Kolejka 20
| Data             | Mecz |
| ---------------- | --- |
| 13 września 1942 | CA Banfield – Boca Juniors 0:1 Pio Corcuera |
| 13 września 1942 | Chacarita Juniors – Independiente 3:0 Fabio Cassán, Ernesto Liztherman k, Roberto Rodríguez                                                        |
| 13 września 1942 | Ferro Carril Oeste – CA Huracán 2:2 Raúl Natino, Rodolfo Danza - Emilio Baldonedo (2)                                                              |
| 13 września 1942 | Gimnasia y Esgrima La Plata – CA Tigre 3:2 Alberto Cerioni, Daniel Sabio, Oscar Montañez k - Ismael Rivero, Raimundo Sandoval                      |
| 13 września 1942 | Newell’s Old Boys – River Plate 2:1 René Pontoni, Mario Morosano - Carmelo Reynoso s                                                               |
| 13 września 1942 | CA Platense – Estudiantes La Plata 2:0 Ricardo Alarcón, Alberto Belén                                                                              |
| 13 września 1942 | Racing Club de Avellaneda – Atlanta Buenos Aires 5:2 José Díaz, Isidoro Orleans (2), Félix Díaz, Enrique García - Francisco Rodríguez, A. Vallejos |
| 13 września 1942 | San Lorenzo de Almagro – Club Atlético Lanús 3:0 Rinaldo Martino, Francisco de la Mata, Alfredo Borgnia                                            |

### Kolejka 21
| Data             | Mecz |
| ---------------- | --- |
| 20 września 1942 | Atlanta Buenos Aires – Chacarita Juniors 3:1 Francisco Rodríguez, Vicente Zito, Norberto Pairoux - Juan C. Lorenzo                         |
| 20 września 1942 | Boca Juniors – CA Platense 3:2 Pio Corcuera, Jaime Sarlanga, Roque Valsecchi - Alberto Belén (2)                                           |
| 20 września 1942 | Gimnasia y Esgrima La Plata – Newell’s Old Boys 1:0 Alberto Cerioni                                                                        |
| 20 września 1942 | CA Huracán – CA Banfield 3:4 Herminio Masantonio (2), Emilio Baldonedo - Rafael Sanz, Héctor Gualdone, Jorge Alcalde, Armando Farro        |
| 20 września 1942 | Independiente – Ferro Carril Oeste 3:1 Américo Di Leo, Celestino Martínez (2) - Delfín Benítez Cáceres                                     |
| 20 września 1942 | Club Atlético Lanús – Racing Club de Avellaneda 1:1 Luis Arrieta - César Gumilla                                                           |
| 20 września 1942 | River Plate – San Lorenzo de Almagro 1:1 Ángel Labruna - Rinaldo Martino                                                                   |
| 20 września 1942 | CA Tigre – Estudiantes La Plata 3:4 Ismael Rivero, Aníbal Troncoso (2, 1k) - Carlos Cirico, Manuel Pelegrina (2), Fortunato Desagastizábal |

### Kolejka 22
| Data             | Mecz |
| ---------------- | --- |
| 27 września 1942 | CA Banfield – Independiente 2:2 Roberto D’Alessandro, Armando Farro - Vicente de la Mata, Juan Antorena k                                         |
| 27 września 1942 | Chacarita Juniors – Club Atlético Lanús 1:1 Juan C. Lorenzo - Luis Arrieta                                                                        |
| 27 września 1942 | Estudiantes La Plata – Boca Juniors 1:0 Carlos Cirico                                                                                             |
| 27 września 1942 | Ferro Carril Oeste – Atlanta Buenos Aires 1:2 Alberto Lijé - Francisco Aguirre, Roberto Martino                                                   |
| 27 września 1942 | Newell’s Old Boys – CA Tigre 5:0 José Canteli (2), Mario Morosano (2), René Pontoni                                                               |
| 27 września 1942 | CA Platense – CA Huracán 1:2 Ricardo Alarcón - Emilio Baldonedo, Herminio Masantonio                                                              |
| 27 września 1942 | Racing Club de Avellaneda – River Plate 6:1 José Díaz, Isidoro Orleans, Félix Díaz (2), Norberto Yácono s, Ricardo Vaghi s - Roberto D’Alessandro |
| 27 września 1942 | San Lorenzo de Almagro – Gimnasia y Esgrima La Plata 3:2 Isidro Lángara, Rinaldo Martino k, Eduardo Heisecke - Alberto Cerioni, Roberto Gayol     |

### Kolejka 23
| Data                | Mecz |
| ------------------- | --- |
| 4 października 1942 | Atlanta Buenos Aires – CA Banfield 3:1 Roberto Martino, Francisco Rodríguez, Vicente Zito - Rafael Sanz                   |
| 4 października 1942 | Gimnasia y Esgrima La Plata – Racing Club de Avellaneda 2:2 Roberto Gayol, Gabino Arregui - César Gumilla, Félix Díaz     |
| 4 października 1942 | CA Huracán – Estudiantes La Plata 4:1 Norberto Méndez, Juan C. Salvini, Delfín Unzué, Herminio Masantonio - Juan J. Negri |
| 4 października 1942 | Independiente – CA Platense 2:2 Andrés Coll, Antonio Sastre - Roberto Torielli, Juan C. Fonda                             |
| 4 października 1942 | Club Atlético Lanús – Ferro Carril Oeste 2:1 Emilio Reuben, Raúl Roacio - Rodolfo Danza                                   |
| 4 października 1942 | Newell’s Old Boys – San Lorenzo de Almagro 2:2 José Canteli (2) - Alfredo Borgnia, Rinaldo Martino k                      |
| 4 października 1942 | River Plate – Chacarita Juniors 4:0 Roberto D’Alessandro (2), Aristóbulo Deambrosi, Félix Loustau k                       |
| 4 października 1942 | CA Tigre – Boca Juniors 2:1 Mario Casagrande, Eusebio Videla - Bernardo Gandulla                                          |

### Kolejka 24
| Data                 | Mecz                                                                                                   |
| -------------------- | --- |
| 11 października 1942 | CA Banfield – Club Atlético Lanús 1:0 Tasín                                                            |
| 11 października 1942 | Boca Juniors – CA Huracán 3:0 Jaime Sarlanga, Pio Corcuera, Bernardo Gandulla                          |
| 11 października 1942 | Chacarita Juniors – Gimnasia y Esgrima La Plata 1:1 Juan P. Riephof - Roberto Gayol                    |
| 11 października 1942 | Estudiantes La Plata – Independiente 4:0 Fortunato Desagastizábal, Juan J. Negri (2), Manuel Pelegrina |
| 11 października 1942 | Ferro Carril Oeste – River Plate 0:0                                                                   |
| 11 października 1942 | CA Platense – Atlanta Buenos Aires 1:2 Ricardo Alarcón - Norberto Pairoux, Francisco Rodríguez         |
| 11 października 1942 | Racing Club de Avellaneda – Newell’s Old Boys 1:1 Federico Monestés - José Canteli                     |
| 11 października 1942 | San Lorenzo de Almagro – CA Tigre 2:2 Isidro Lángara, Rinaldo Martino k - Raimundo Sandoval (2)        |

### Kolejka 25
| Data                 | Mecz |
| -------------------- | --- |
| 18 października 1942 | Atlanta Buenos Aires – Estudiantes La Plata 4:2 Francisco Rodríguez (2), Roberto Martino, Norberto Pairoux - Fortunato Desagastizábal, Eduardo Sande |
| 18 października 1942 | Gimnasia y Esgrima La Plata – Ferro Carril Oeste 2:1 Oscar Montañez k, Daniel Sabio - Rodolfo Danza                                                  |
| 18 października 1942 | Independiente – Boca Juniors 1:1 Juan Antorena k - Juan E. Elena                                                                                     |
| 18 października 1942 | Club Atlético Lanús – CA Platense 2:2 Luis Arrieta (2, 1k) - Luis M. Rongo, Juan S. Prado                                                            |
| 18 października 1942 | Newell’s Old Boys – Chacarita Juniors 5:0 René Pontoni (3), Humberto Fiore (2, 1k)                                                                   |
| 18 października 1942 | River Plate – CA Banfield 5:2 Ángel Labruna, José Ramos, Félix Loustau, José M. Moreno, Adolfo Pedernera - Tasín (2)                                 |
| 18 października 1942 | San Lorenzo de Almagro – Racing Club de Avellaneda 3:0 Rinaldo Martino k, Isidro Lángara (2)                                                         |
| 18 października 1942 | CA Tigre – CA Huracán 1:1 Aníbal Troncoso - Herminio Masantonio                                                                                      |

### Kolejka 26
| Data                 | Mecz |
| -------------------- | --- |
| 25 października 1942 | CA Banfield – Gimnasia y Esgrima La Plata 2:1 Tasín, Salvador Laporta - Gabino Arregui                                          |
| 25 października 1942 | Boca Juniors – Atlanta Buenos Aires 4:1 Jaime Sarlanga (3), Juan E. Elena - Roberto Martino                                     |
| 25 października 1942 | Chacarita Juniors – San Lorenzo de Almagro 0:2 Mario Fernández (2)                                                              |
| 25 października 1942 | Estudiantes La Plata – Club Atlético Lanús 2:3 Juan J. Negri, Julio Gómez - León Strembel, Luis Arrieta, Orfeo Fratessi         |
| 25 października 1942 | Ferro Carril Oeste – Newell’s Old Boys 1:1 Alberto Lijé - René Pontoni                                                          |
| 25 października 1942 | CA Huracán – Independiente 2:0 Juan C. Salvini, Delfín Unzué                                                                    |
| 25 października 1942 | CA Platense – River Plate 2:3 Luis M. Rongo, Roberto Torielli - Ángel Labruna, Félix Loustau, Domingo Boero s                   |
| 25 października 1942 | Racing Club de Avellaneda – CA Tigre 5:2 Félix Díaz (2), Isidoro Orleans, Enrique García (2) - Ismael Rivero, Raimundo Sandoval |

### Kolejka 27
| Data             | Mecz |
| ---------------- | --- |
| 1 listopada 1942 | Atlanta Buenos Aires – CA Huracán 2:3 Francisco Aguirre, Enrique Espinosa - Herminio Masantonio, Emilio Baldonedo, Norberto Méndez       |
| 1 listopada 1942 | Gimnasia y Esgrima La Plata – CA Platense 1:4 José N. Toledo s - Luis M. Rongo (3), Juan S. Prado                                        |
| 1 listopada 1942 | Club Atlético Lanús – Boca Juniors 1:2 Luis Arrieta - Raúl Emeal, Mario Boyé mecz rozegrany został na stadionie klubu Ferro Carril Oeste |
| 1 listopada 1942 | Newell’s Old Boys – CA Banfield 0:2 Eduardo Silvera, Armando Farro                                                                       |
| 1 listopada 1942 | Racing Club de Avellaneda – Chacarita Juniors 4:0 Isidoro Orleans, Félix Díaz, Hugo Reyes, Federico Monestés                             |
| 1 listopada 1942 | River Plate – Estudiantes La Plata 3:1 José M. Moreno, Ángel Labruna, Adolfo Pedernera - Juan J. Negri                                   |
| 1 listopada 1942 | San Lorenzo de Almagro – Ferro Carril Oeste 1:1 Héctor Ingunza - Alberto Lijé                                                            |
| 1 listopada 1942 | CA Tigre – Independiente 1:3 Raimundo Sandoval - Fernando Walter (2), Américo Di Leo                                                     |

### Kolejka 28
| Data             | Mecz |
| ---------------- | --- |
| 8 listopada 1942 | CA Banfield – San Lorenzo de Almagro 3:1 Armando Farro, José Rosendo, Rafael Sanz - Carlos Lara |
| 8 listopada 1942 | Boca Juniors – River Plate 2:2(2:0) Widzowie: 34 000 Sędzia: Macías. Bramki: 1:0 Bernardo Gandulla 26, 2:0 Bernardo Gandulla 44, 2:1 Adolfo Pedernera 47, 2:2 Adolfo Pedernera 81 Club Atlético Boca Juniors: Estrada – Marante, Valussi, Sosa, Lazzatti, Zárraga, Boyé, Elena, Sarlanga, Bernardo Gandulla, Emeal. Club Atlético River Plate: Barrios – Vaghi, Ferreyra, Yácono, Rodolfi, Ramos, Deambrosi, Moreno, Adolfo Pedernera, Labruna, Loustau. |
| 8 listopada 1942 | Chacarita Juniors – CA Tigre 3:0 Carlos Viyella, Juan C. Lorenzo, Fabio Cassán |
| 8 listopada 1942 | Estudiantes La Plata – Gimnasia y Esgrima La Plata 1:0 Saúl Ongaro k |
| 8 listopada 1942 | Ferro Carril Oeste – Racing Club de Avellaneda 2:2 José Pérez, Joaquín Corvetto - Félix Díaz (2) |
| 8 listopada 1942 | CA Huracán – Club Atlético Lanús 5:1 Herminio Masantonio, Emilio Baldonedo (2), Juan C. Salvini (2) - Luis Arrieta |
| 8 listopada 1942 | Independiente – Atlanta Buenos Aires 3:2 Bienvenido Paranza, Américo Di Leo, Fernando Walter - Norberto Pairoux (2) mecz rozegrany został na stadionie klubu Racing |
| 8 listopada 1942 | CA Platense – Newell’s Old Boys 1:0 Luis M. Rongo |

### Kolejka 29
| Data              | Mecz |
| ----------------- | --- |
| 14 listopada 1942 | Chacarita Juniors – Ferro Carril Oeste 2:2 Fabio Cassán (2) - Raúl Natino, Rodolfo Danza                                                             |
| 14 listopada 1942 | San Lorenzo de Almagro – CA Platense 1:6 Francisco de la Mata - Ricardo Alarcón (2), Luis M. Rongo (3), Roberto Torielli                             |
| 15 listopada 1942 | Gimnasia y Esgrima La Plata – Boca Juniors 2:1 Roberto Gayol, Gabino Arregui - Jaime Sarlanga                                                        |
| 15 listopada 1942 | Club Atlético Lanús – Independiente 0:2 Néstor Paz, Américo Di Leo                                                                                   |
| 15 listopada 1942 | Newell’s Old Boys – Estudiantes La Plata 3:0 Mario Morosano, José Canteli, René Pontoni                                                              |
| 15 listopada 1942 | Racing Club de Avellaneda – CA Banfield 1:1 Isidoro Orleans - José Rosendo                                                                           |
| 15 listopada 1942 | River Plate – CA Huracán 1:2 Adolfo Pedernera - Juan C. Salvini (2)                                                                                  |
| 15 listopada 1942 | CA Tigre – Atlanta Buenos Aires 2:1 Eduardo Spandre, Ismael Rivero - Ismael Zabaleta mecz rozegrany został na stadionie klubu San Lorenzo de Almagro |

### Kolejka 30
| Data              | Mecz |
| ----------------- | --- |
| 21 listopada 1942 | Boca Juniors – Newell’s Old Boys 2:2 Bernardo Gandulla, Jaime Sarlanga - César Garbagnoli, René Pontoni mecz rozegrany został na stadionie klubu San Lorenzo de Almagro                |
| 22 listopada 1942 | Atlanta Buenos Aires – Club Atlético Lanús 2:1 Ismael Zabaleta, Roberto Martino - Miguel Garcés mecz rozegrany został na stadionie klubu River Plate                                   |
| 22 listopada 1942 | CA Banfield – Chacarita Juniors 0:2 Manuel Aragüez k, Juan C. Lorenzo |
| 22 listopada 1942 | Estudiantes La Plata – San Lorenzo de Almagro 3:5 Manuel Pelegrina, Julio Gagliardo, Fortunato Desagastizábal - Isidro Lángara (2), Carlos Lara, Francisco de la Mata, Alfredo Borgnia |
| 22 listopada 1942 | Ferro Carril Oeste – CA Tigre 3:1 Delfín Benítez Cáceres (2), Francisco Páez - Aníbal Troncoso                                                                                         |
| 22 listopada 1942 | CA Huracán – Gimnasia y Esgrima La Plata 3:1 Norberto Méndez, Herminio Masantonio (2) - Gabino Arregui                                                                                 |
| 22 listopada 1942 | Independiente – River Plate 0:1 Aristóbulo Deambrosi |
| 22 listopada 1942 | CA Platense – Racing Club de Avellaneda 0:0 |

### Końcowa tabela sezonu 1942
| Poz | Klub                        | Mecze | Zw | Rem | Por | Pkt | BrZd | BrStr |
| --- | --------------------------- | ----- | -- | --- | --- | --- | ---- | ----- |
| 1   | River Plate                 | 30    | 20 | 6   | 4   | 46  | 79   | 37    |
| 2   | San Lorenzo de Almagro      | 30    | 16 | 8   | 6   | 40  | 70   | 50    |
| 3   | CA Huracán                  | 30    | 14 | 9   | 7   | 37  | 62   | 49    |
| 4   | Newell’s Old Boys           | 30    | 15 | 6   | 9   | 36  | 70   | 43    |
| 5   | Boca Juniors                | 30    | 14 | 7   | 9   | 35  | 65   | 41    |
| 6   | Estudiantes La Plata        | 30    | 13 | 7   | 10  | 33  | 61   | 59    |
| 7   | CA Banfield                 | 30    | 11 | 7   | 12  | 29  | 58   | 62    |
| 8   | Racing Club de Avellaneda   | 30    | 9  | 10  | 11  | 28  | 56   | 58    |
| 9   | Independiente               | 30    | 10 | 8   | 12  | 28  | 45   | 57    |
| 10  | Ferro Carril Oeste          | 30    | 9  | 9   | 12  | 27  | 45   | 52    |
| 11  | CA Platense                 | 30    | 9  | 8   | 13  | 26  | 51   | 55    |
| 12  | Chacarita Juniors           | 30    | 7  | 11  | 12  | 25  | 40   | 59    |
| 13  | Gimnasia y Esgrima La Plata | 30    | 7  | 10  | 13  | 24  | 45   | 65    |
| 14  | Club Atlético Lanús         | 30    | 8  | 8   | 14  | 24  | 37   | 58    |
| 15  | Atlanta Buenos Aires        | 30    | 10 | 3   | 17  | 23  | 65   | 67    |
| 16  | CA Tigre                    | 30    | 6  | 7   | 17  | 19  | 46   | 83    |

### Klasyfikacja strzelców bramek 1942
| Gole | Piłkarz             | Klub                   |
| ---- | ------------------- | ---------------------- |
| 25   | Rinaldo Martino     | San Lorenzo de Almagro |
| 23   | Adolfo Pedernera    | River Plate            |
| 23   | René Pontoni        | Newell’s Old Boys      |
| 23   | Luis Rongo          | CA Platense            |
| 18   | Francisco Rodríguez | Atlanta Buenos Aires   |